# Histoire des Juifs au Royaume-Uni

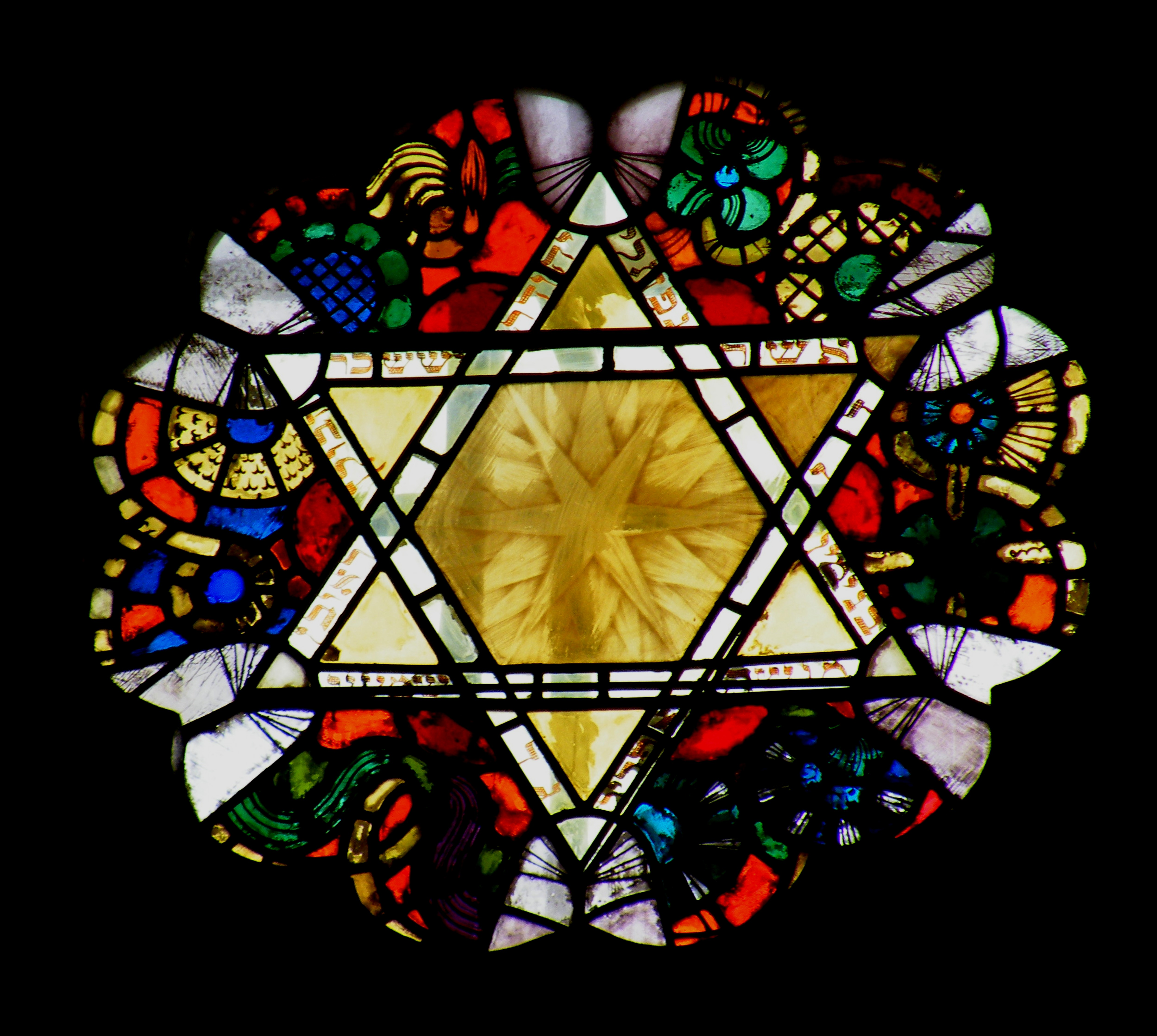
Rosace à la synagogue de New West End de Londres

L'histoire des Juifs au Royaume-Uni commence avec l'arrivée des premiers Juifs après la conquête normande de l'Angleterre pour se poursuivre jusqu'à nos jours avec une interruption, comme dans d'autres pays d'Europe occidentale, liée à l'expulsion des Juifs du royaume du XIIIe au XVIIe siècle.
S'il n'est pas impossible que des Juifs aient vécu ou séjourné en Écosse au Moyen Âge, ce n'est qu'au XVIIe siècle que des Juifs sont attestés en Irlande du Nord (en) et en Écosse.
La communauté juive du Royaume-Uni est aujourd'hui la deuxième plus importante d'Europe, juste après celle de France, et plus de la moitié d’entre elle vit dans l’agglomération de Londres.

## Histoire

### De l'arrivée des Juifs en Angleterre à leur expulsion en 1290

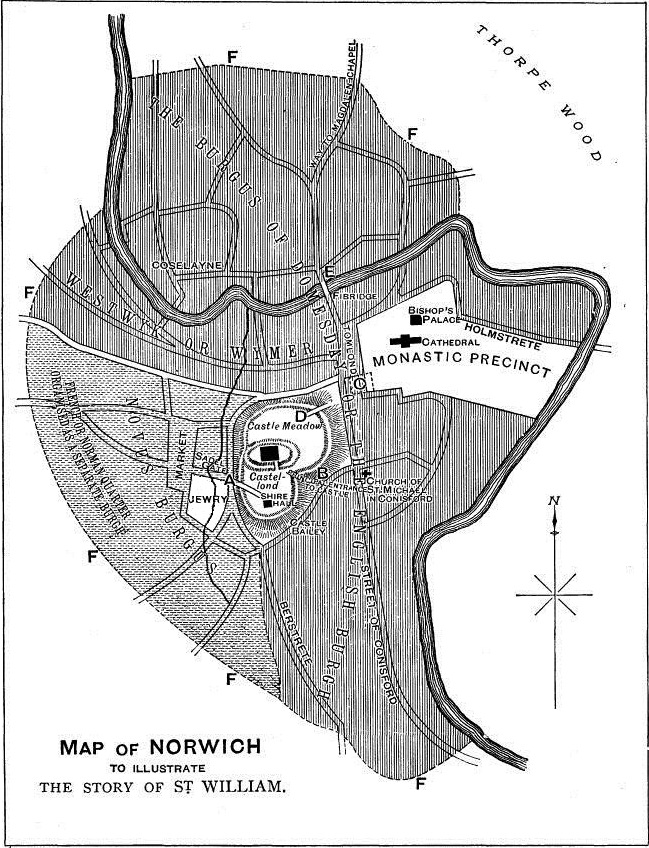
Plan de Norwich montrant la juiverie (Jewry Street) en 1144, lors de l'accusation de crime rituel

Il n'existe pas de mention de résidence des Juifs en Angleterre avant la conquête normande. C'est Guillaume le Conquérant qui fait venir des Juifs de Rouen à la fin du XIe siècle pour leurs compétences commerciales et financières.
En 1144, l'affaire de Guillaume de Norwich est le premier cas connu d’accusation de meurtre rituel contre les Juifs. En 1190, dans cette ville où la communauté juive est alors la deuxième du royaume, des membres de cette communauté auraient été assassinés, selon la chronique de Ralph de Diss, pendant les émeutes antijuives qui accompagnent le début de la troisième croisade,. Durant les travaux de construction du centre commercial (en) Chapelfiled de la ville en 2004, dix-sept de leurs corps sont trouvés puis déplacés dans le carré juif du cimetière d'Earlham de Norwich. Le massacre des Juifs de York a lieu en mars 1190, également dans le contexte de la troisième croisade.
Le synode d'Oxford de 1222 adopte des lois interdisant les interactions sociales entre juifs et chrétiens, imposant une dîme spécifique aux Juifs et exigeant qu'ils portent un badge d'identification. Les Juifs habitent alors dans les Vicus Judeorum, juiveries devenues avec le temps Jewry Streets. Ils étaient également interdits de certaines professions et de la construction de nouvelles synagogues (en 2022, l'Église d'Angleterre s'est excusée pour les persécutions envers les Juifs décidées au synode d'Oxford).
Affaibli par la guerre des Barons de 1215, Henri III s'appuie sur les riches marchands juifs pour collecter les impôts et relancer le système d'emprunt. Dans un dossier fiscal anglais de 1233, apparaît un dessin satirique représentant le prélèvement des impôts, où deux personnages (Mosse Mokke, un notable juif de Norwich et sa femme Avegaye) avec des nez crochus, dans ce qui ressemble au palais de Westminster, sont raillés par une armée de démons,,.
Au cours des décennies qui suivent, les Juifs anglais sont taxés de plus en plus fortement, leurs biens sont confisqués, ils sont arrêtés et détenus à des fins de rançon et exécutés sur des charges inventées de toutes pièces.

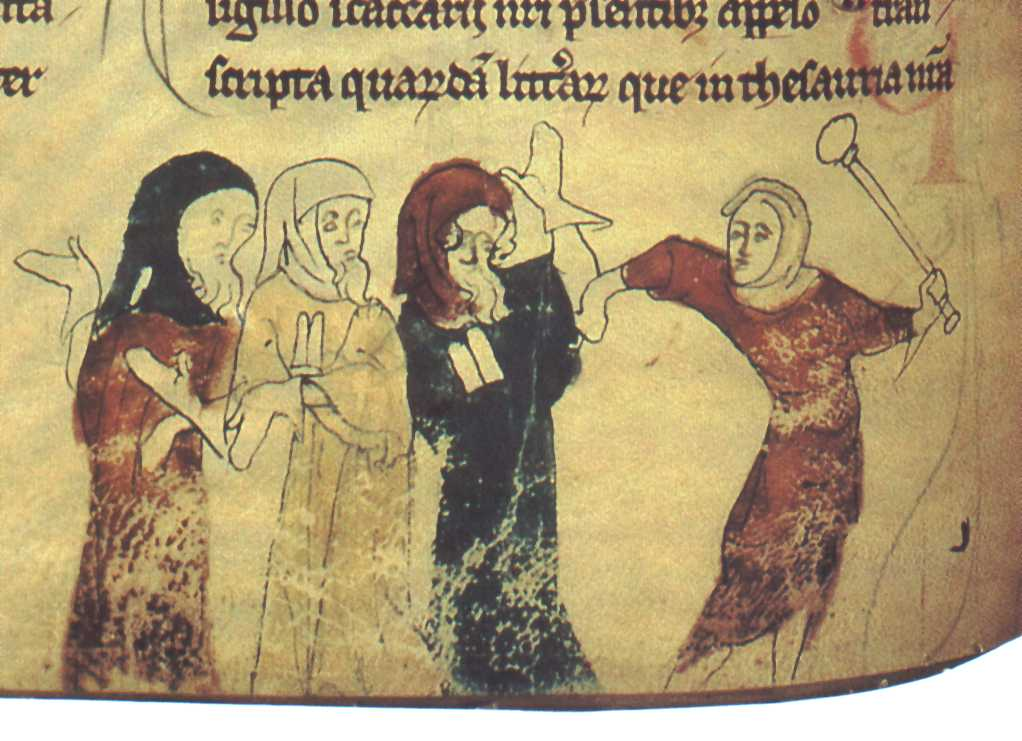
Persécutions des Juifs à l'époque de leur expulsion, arborant la tabula imposée par Henry III, Rochester Chronicle, 1290

En 1244, le roi Henry III exigea le paiement de 40 000 livres et les deux tiers de cette somme furent rassemblés en cinq ans ; ces mesures ruinèrent la communauté juive qui ne pouvait plus prêter de l'argent. Le roi avait fait construire le Domus Conversorum à Londres en 1232 pour pousser à la conversion des Juifs au christianisme et ses efforts s'intensifièrent après 1239 ; près de 10 % des Juifs d'Angleterre s'étaient convertis à la fin des années 1250. Henry III adopta en 1253 l'édit des Juifs destiné à les discriminer en les obligeant à porter un badge en forme de tables de la Loi (tabula), écho à la rouelle imposée par le concile de Latran ; ainsi, le motif apparaît encore des décennies plus tard dans l'iconographie médiévale.

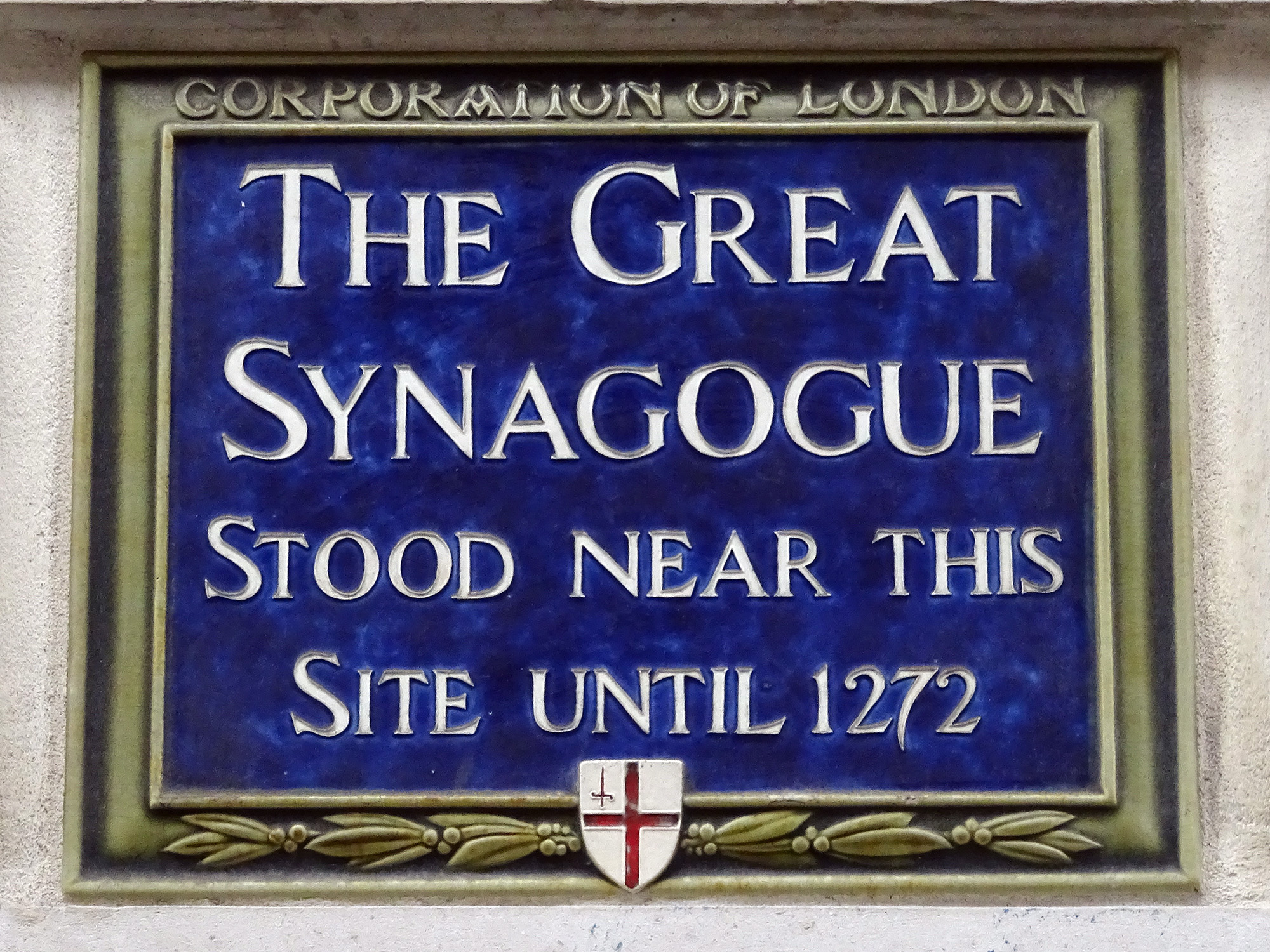
Plaque posée par la Corporation de la City of London au 11 Old Jewry.

Les récits antisémites (antijudaïsme d'alors) impliquant des allégations d'infanticide et « meurtres rituels » se répandirent à partir de 1255 avec l'affaire du jeune Hugh de Lincoln, où incité par le juge (en) John de Lexinton, Henry III fit emprisonner 99 Juifs et pendre 18 d'entre eux - les rescapés devant probablement leur salut à l'intercession des franciscains ou de Richard de Cornouailles, frère du roi.
En 1275, le statut de la juiverie leur interdit l'usure. Le 17 novembre 1278, tous les Juifs d'Angleterre voient leurs maisons perquisitionnées par crainte de coupures de monnaie et de forge. Finalement, quelque 680 Juifs sont emprisonnés dans la Tour de Londres, où l'on pense que plus de 300 ont été effectivement exécutés en 1279. La population juive d'Angleterre comptait alors environ 3 000 personnes. Ceux qui pouvaient se le permettre et qui avaient un patron à la cour royale pouvaient acheter le moyen d'échapper à leur punition. Le 6 mai 1279, le roi Édouard Ier annonce que toute personne soupçonnée d'infractions qui n'avait pas encore été condamnée et exécutée pouvait régler ses comptes avec la couronne en payant une amende. Cette mesure rapporte environ 16 500 livres, sous forme d'amendes et de biens en fourrière, dans les coffres du roi. Cette somme aurait été équivalente à 10 % du revenu annuel de la couronne à l'époque.
Toute la communauté juive du Royaume-Uni est expulsée en 1290 par le roi Édouard Ier d'Angleterre. À cette époque, il restait quelque 2 000 Juifs dans le pays à exiler.

### Depuis leur réadmission en 1656

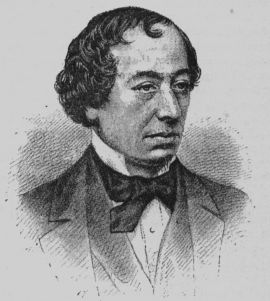
Benjamin Disraeli, 1st comte de Beaconsfield

En 1656, Oliver Cromwell met un terme définitif à l'interdiction des Juifs.

#### Pendant la période nazie en Allemagne
Des dizaines de milliers de Juifs d'Allemagne puis des pays occupés (comme la Tchecoslovaquie] arrivent à émigrer vers la Grande-Bretagne pendant la période nazie et avant la déclaration de guerre. Trente mille d'entre eux environ sont internés dans des camps tant que la menace nazie plane sur le royaume.

#### Antisémitisme
- Article détaillé : Antisémitisme au Royaume-Uni (en)

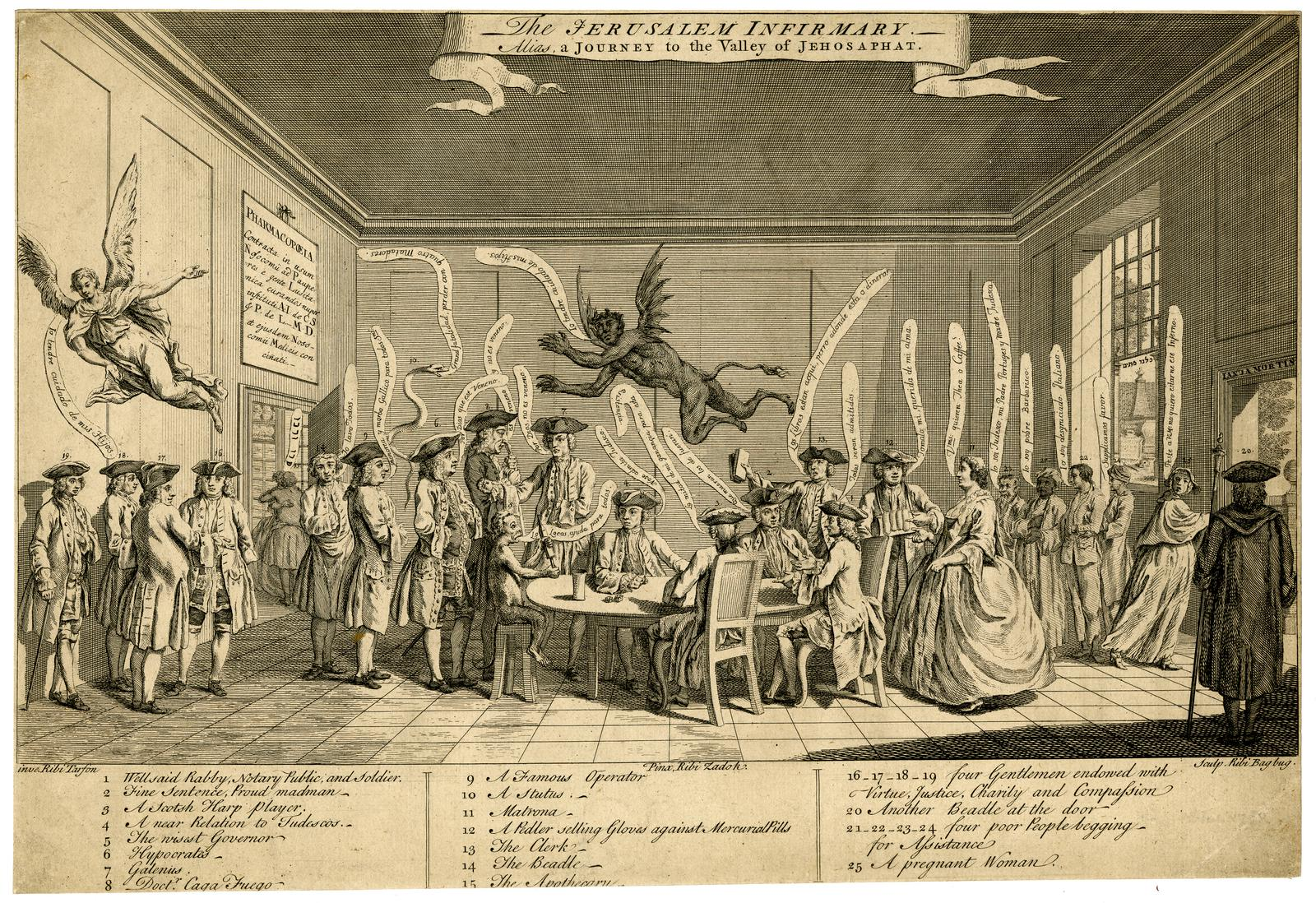
« L'infirmerie de Jérusalem... » : Satire antisémite sur l'hôpital juif pour les malades pauvres montrant la réunion extraordinaire du 6 mai 1749 au cours de laquelle l'apothicaire, Mordechai de la Penha, a été suspendu pour indécence envers une Anglaise envoyée chercher des médicaments pour un patient. Les membres sont représentés à une table qu'un diable survole ; trois jouent aux dés ; un démon attablé tient un clystère, tous sont numérotés et étiquetés dans des légendes cryptiques sous le dessin ; les bulles de discours donnent leur avis en espagnol, plutôt qu'en portugaisvernaculaire, quant à savoir si les non-séfarades peuvent être admis à l'hôpital (v. 1750)
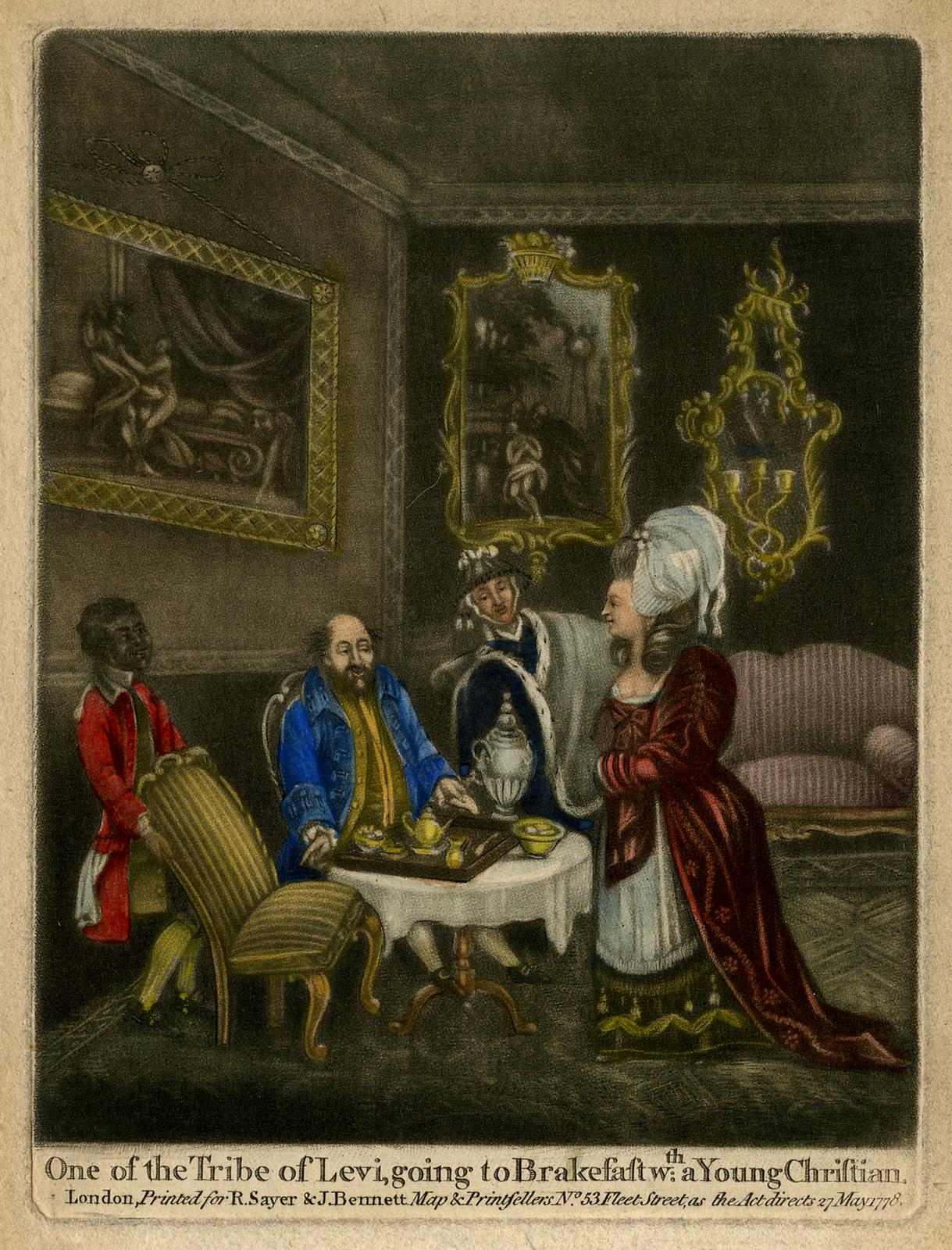
Satire intitulée « Un membre de la tribu de Lévi se rendant à Brakefast avec un jeune chrétien » montrant un Juif barbu invitant une prostituée, près d'un domestique noir et une vieille femme ; des représentations de scènes de la Bible sont au mur (1778)
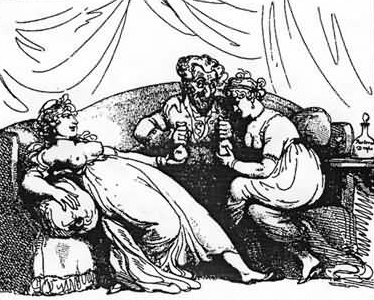
Caricature érotique antisémite ayant pour légende : « Salomon s'amuse avec deux jolies filles chrétiennes » (av. 1827)

##### Antisémitisme auXXIesiècle
Voir section 21ème sciècle de l'article détaillé : Antisémitisme au Royaume-Uni (en)

#### Anniversaire
En 2006, la communauté juive britannique célèbre le 350e anniversaire de son retour au Royaume-Uni.

## Galerie

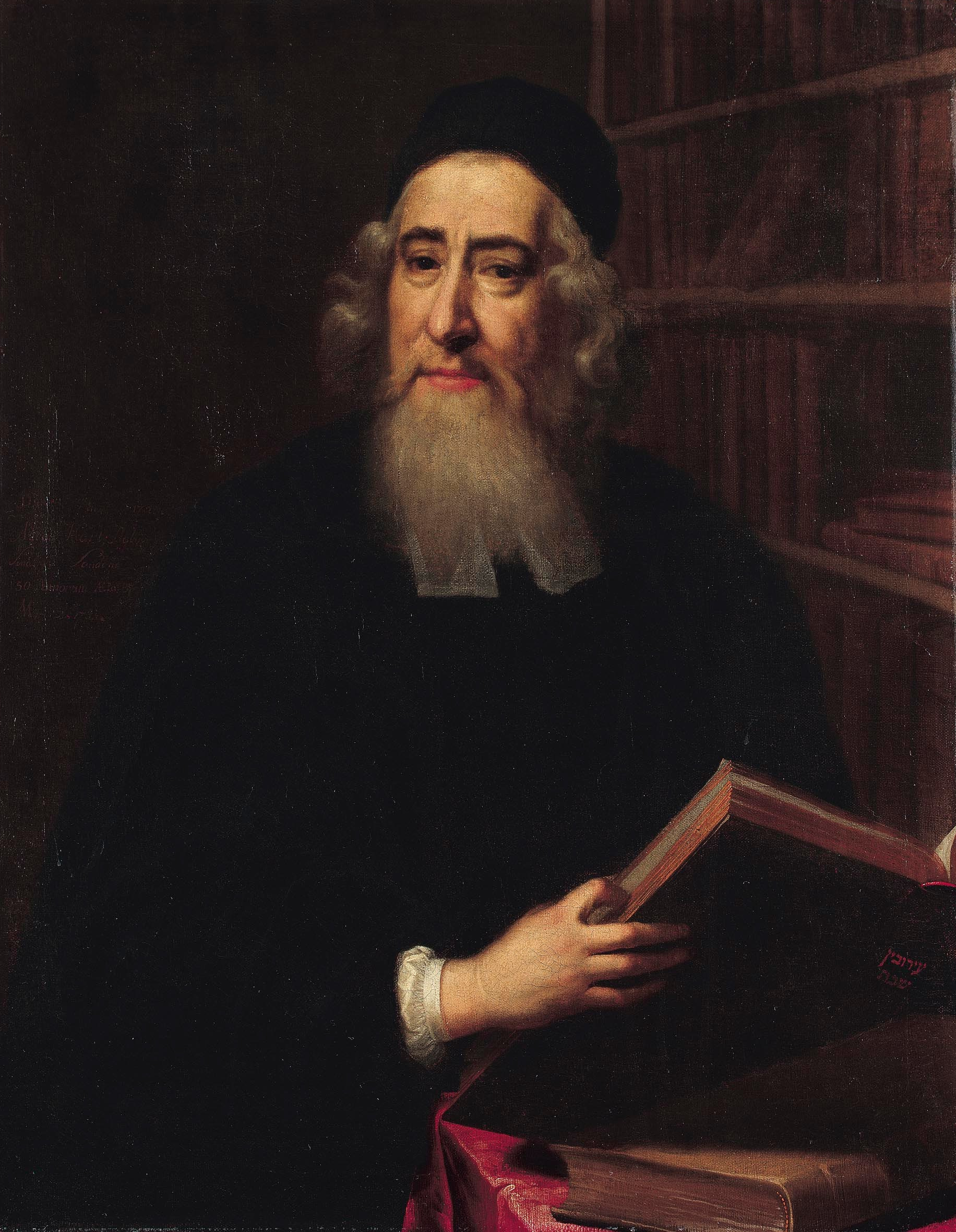
Rabbi Aaron Hart (Uri Feivel) (1670-1756) par Dannor (1723)
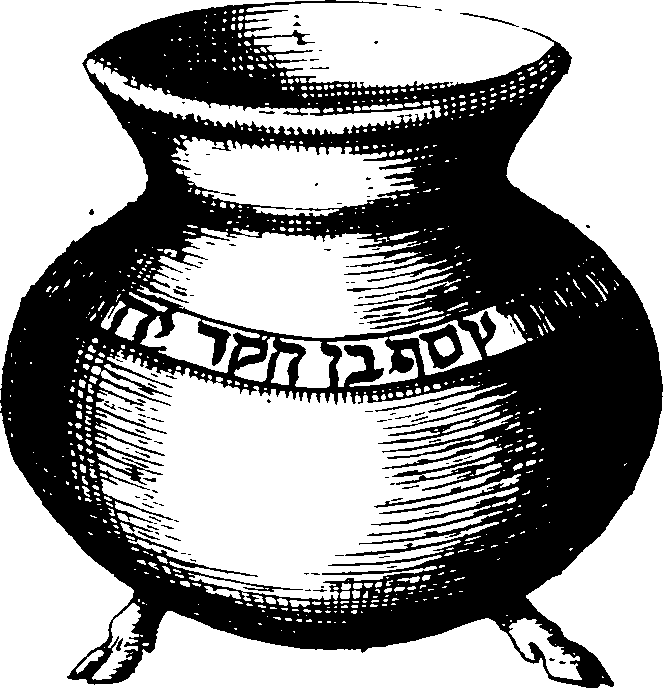
Fleuron judaïca d'un ouvrage anglais sur le judaïsme en Angleterre (1738)
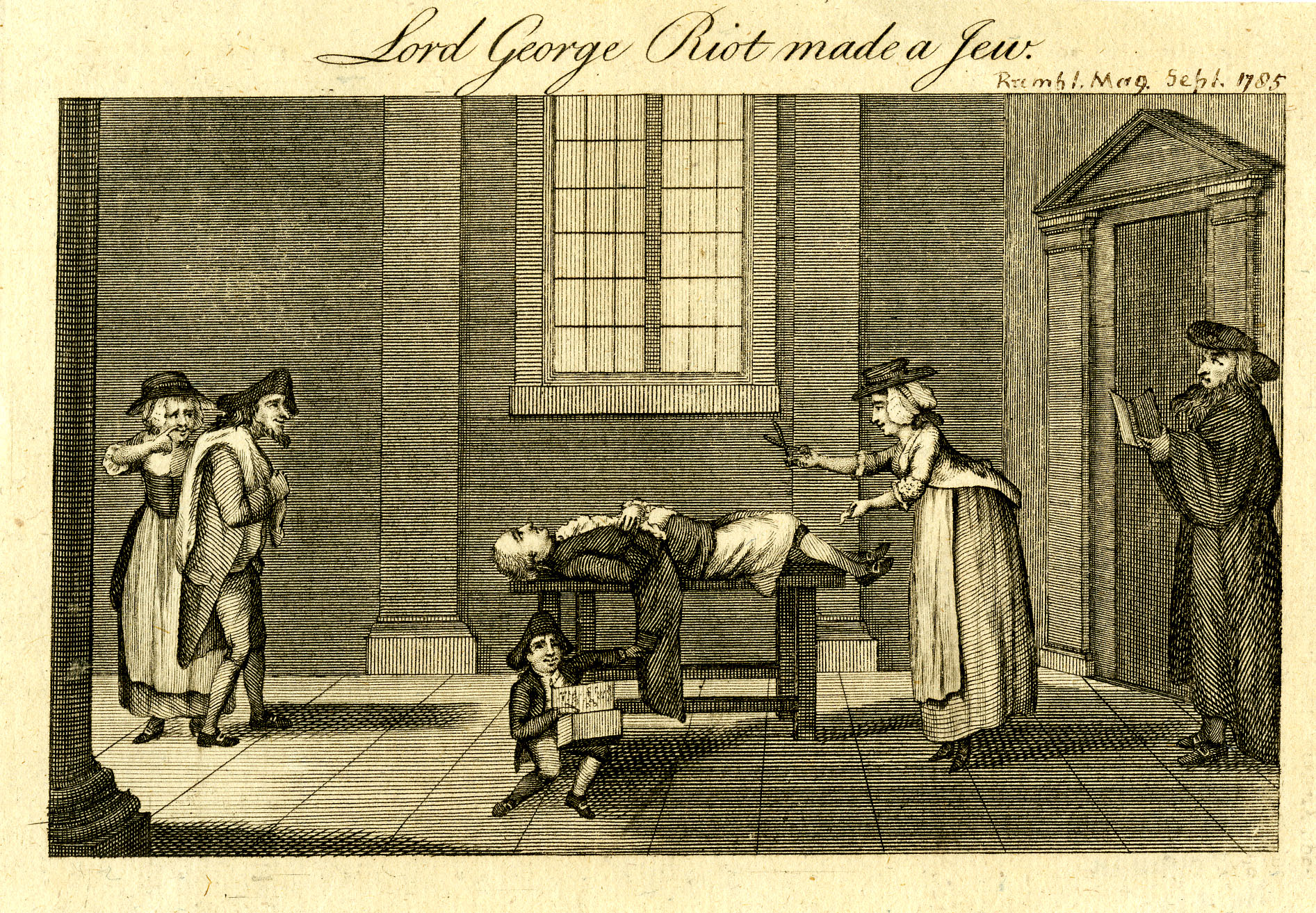
Circoncision de Lord George Gordon, protestant aux méthodes controversées, ayant pris le nom d'Yisrael bar Avraham Gordon pour vivre en tant que juif à Birmingham. (Eau-forte de 1785)
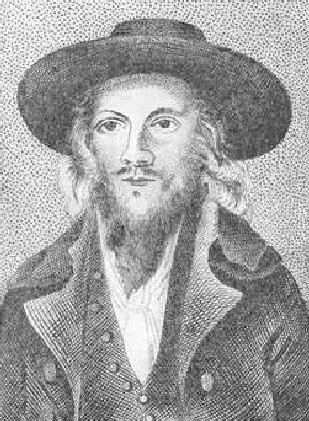
Lord (en) George Gordon (1751-1793) devenu juif.
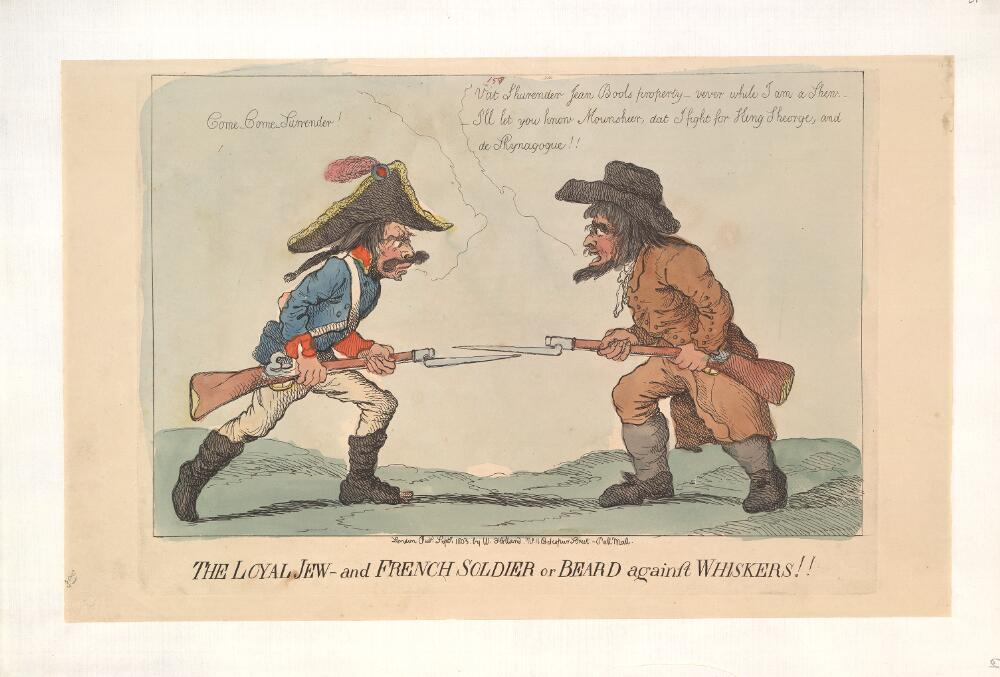
Caricature sur la crainte de l'invasion française (1794-1805) montrant un Juif fidèle face à un soldat français (« barbe contre moustache »), (1803)
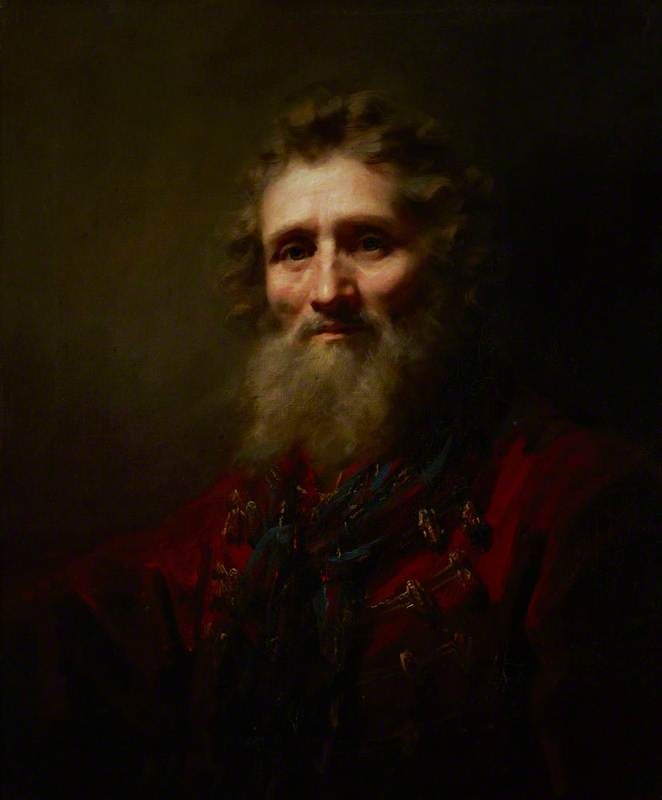
Portrait d'un Juif, H. Raeburn (av. 1823)
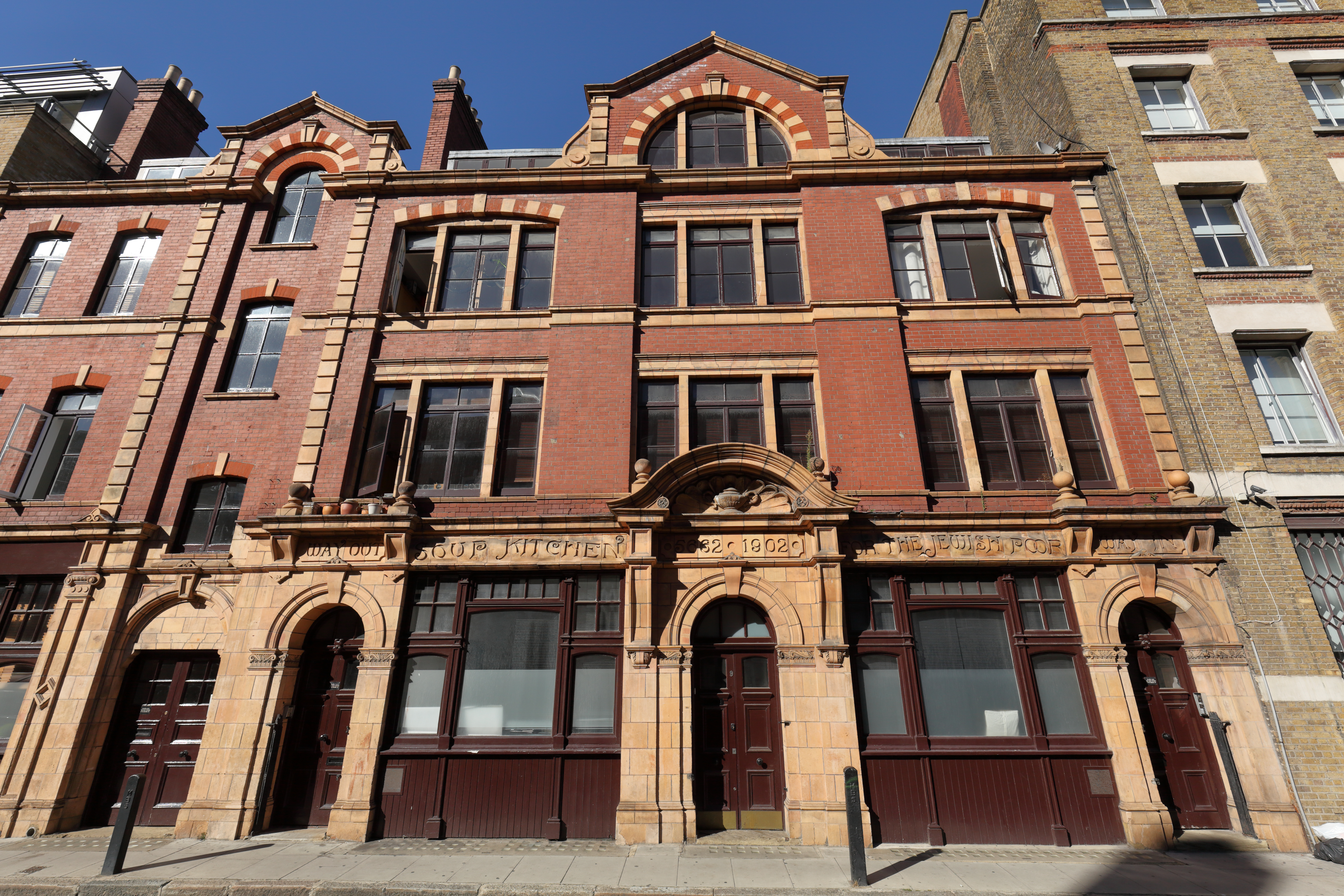
Soupe populaire pour Juifs indigents, Brune street, Londres
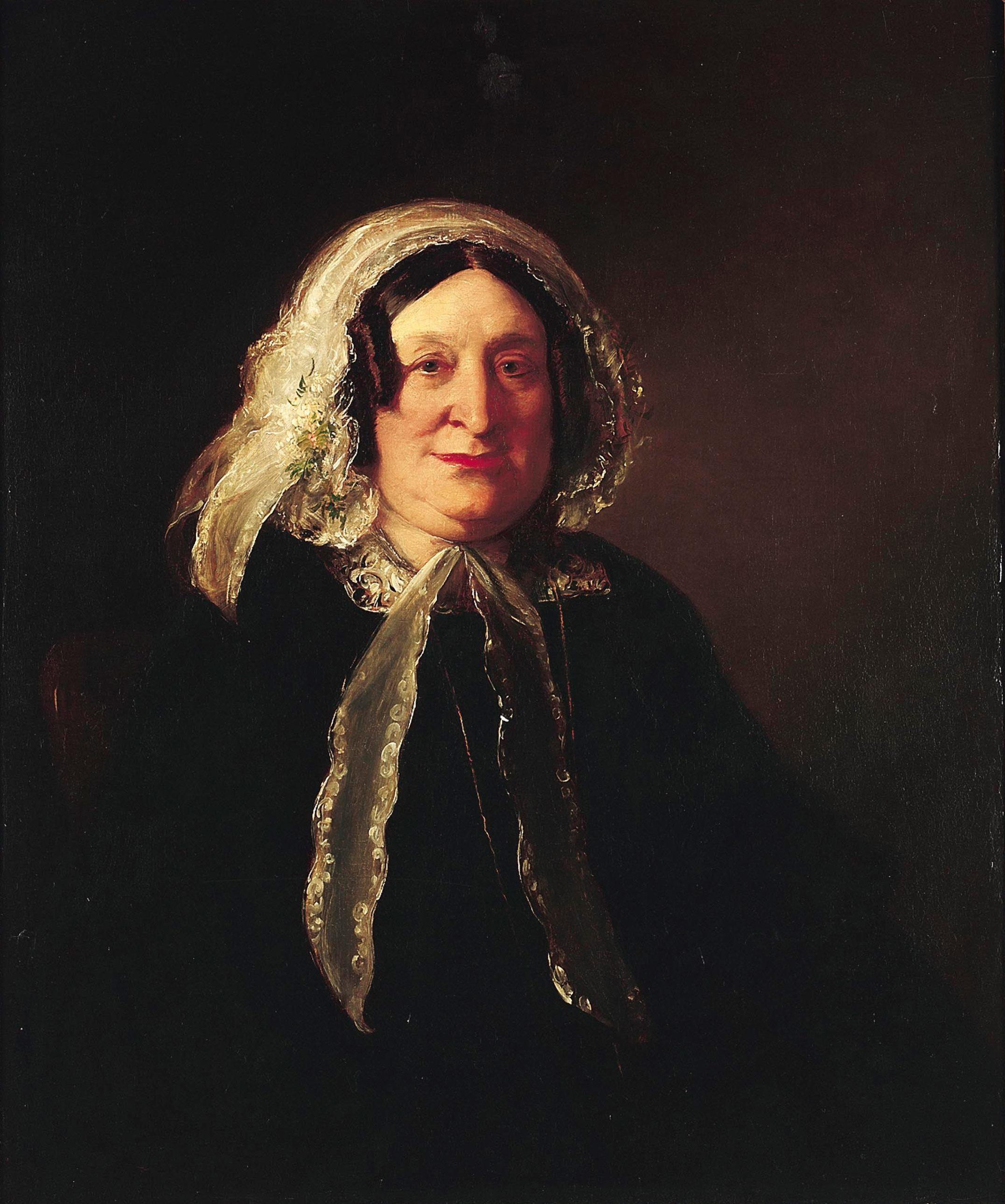
Mrs Nathaniel Levy par (en) Solomon R A, Abraham (1824 - 1862)
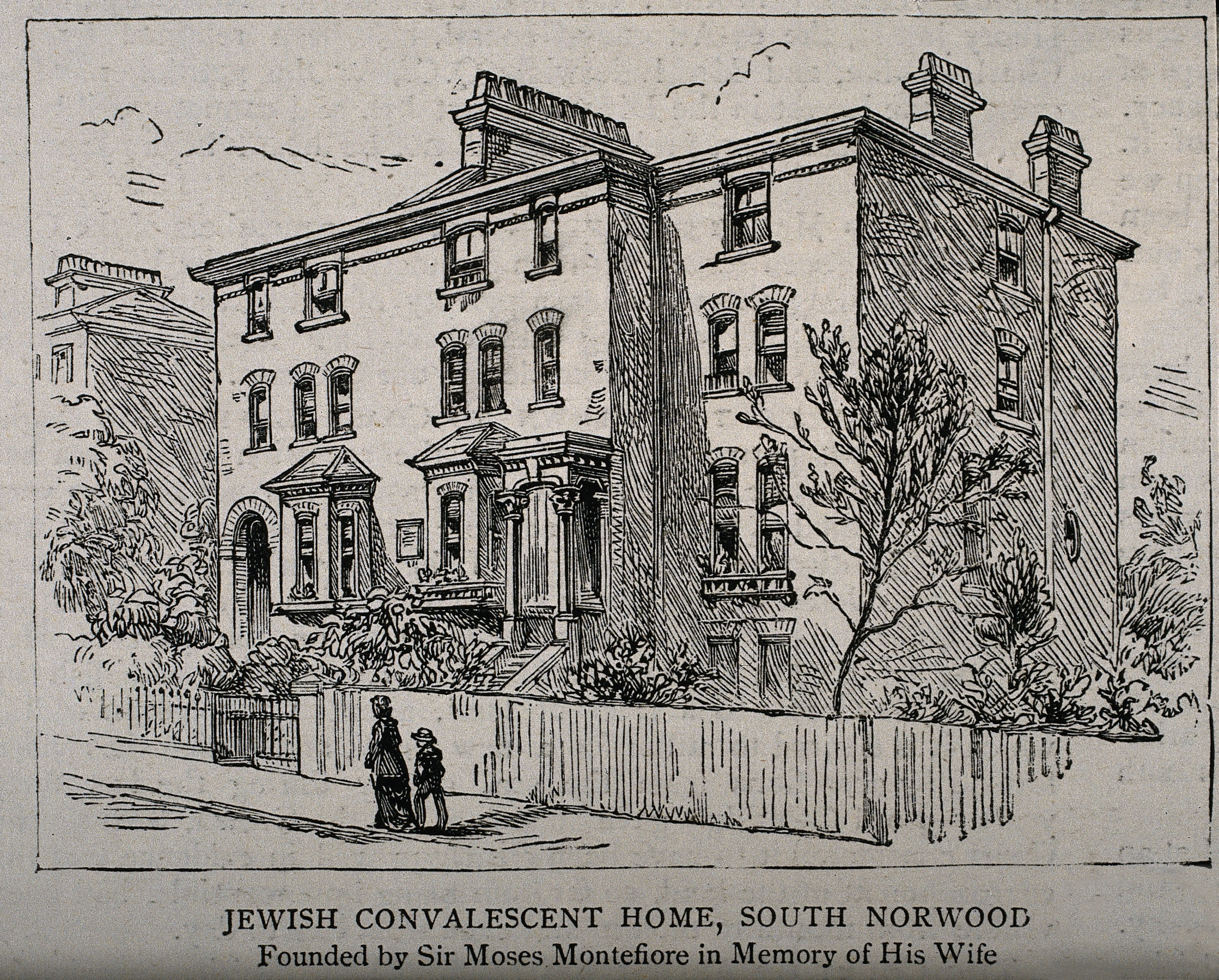
Maison juive de convalescence, South Norwood (1885)
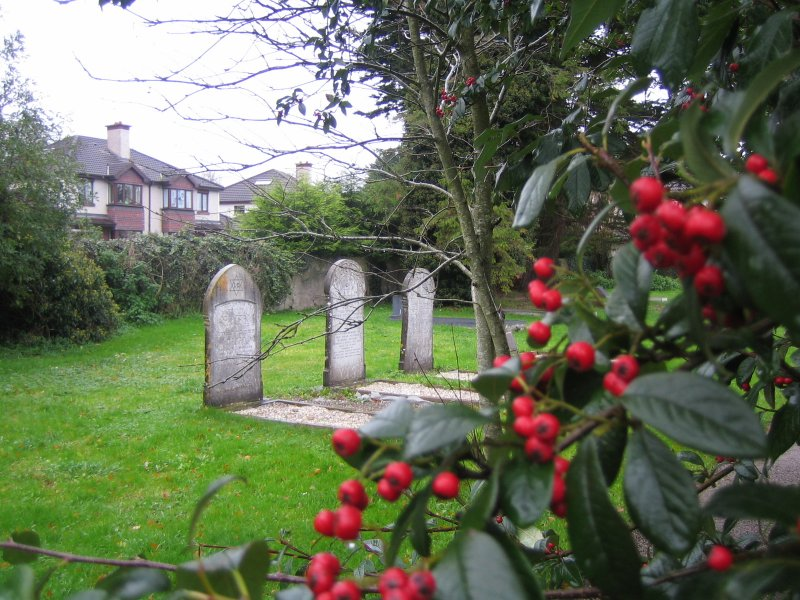
Cimetière juif de Castletroy Limerick (Irlande) où vivait une petite communauté juive (fin du XIXe).
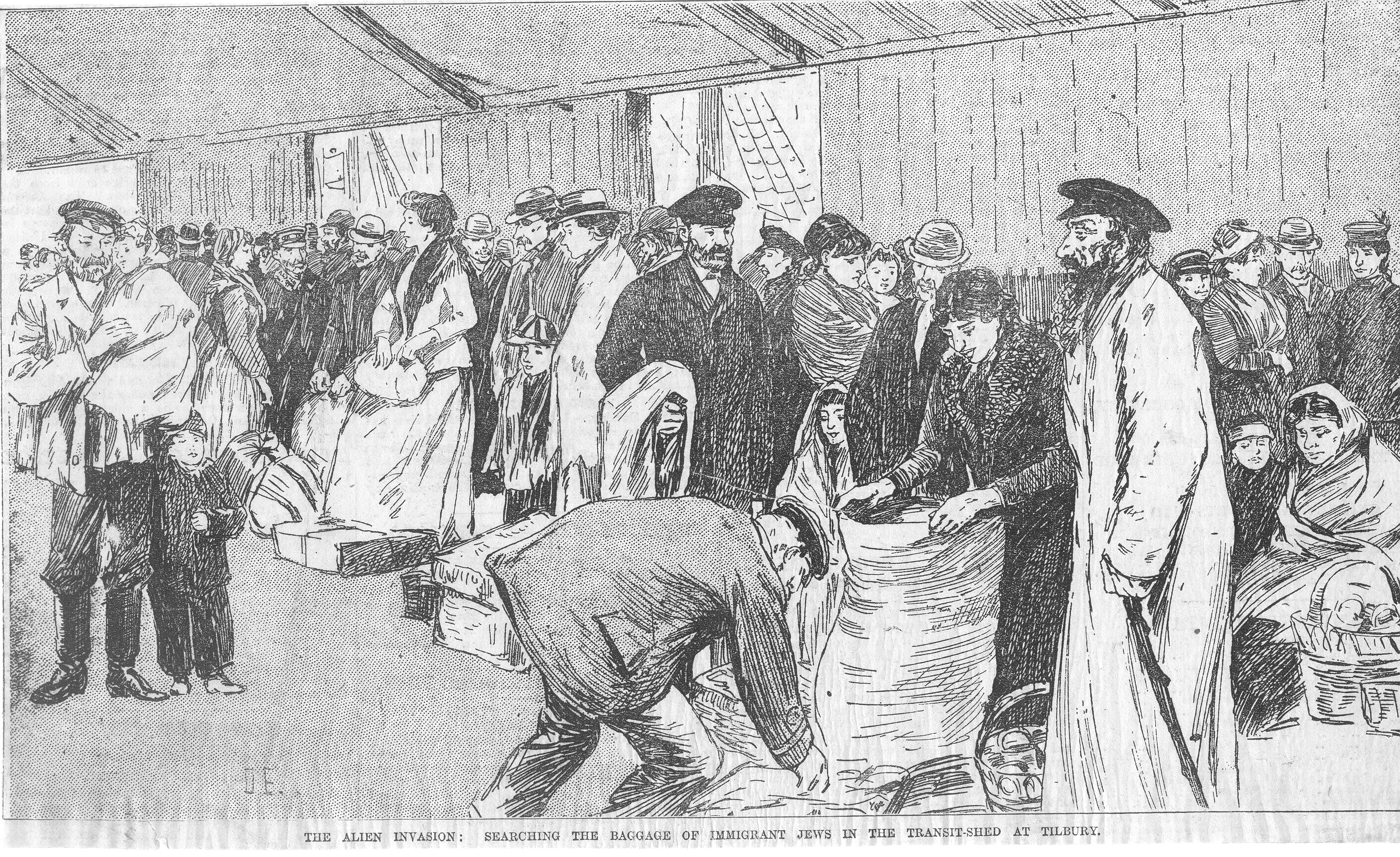
Immigrants juifs russes et polonais cherchant refuge en Grande-Bretagne. Sous-titre : « Invasion extraterrestre : fouille des bagages des Juifs immigrés dans le hangar de transit à Tilbury »  (1891).
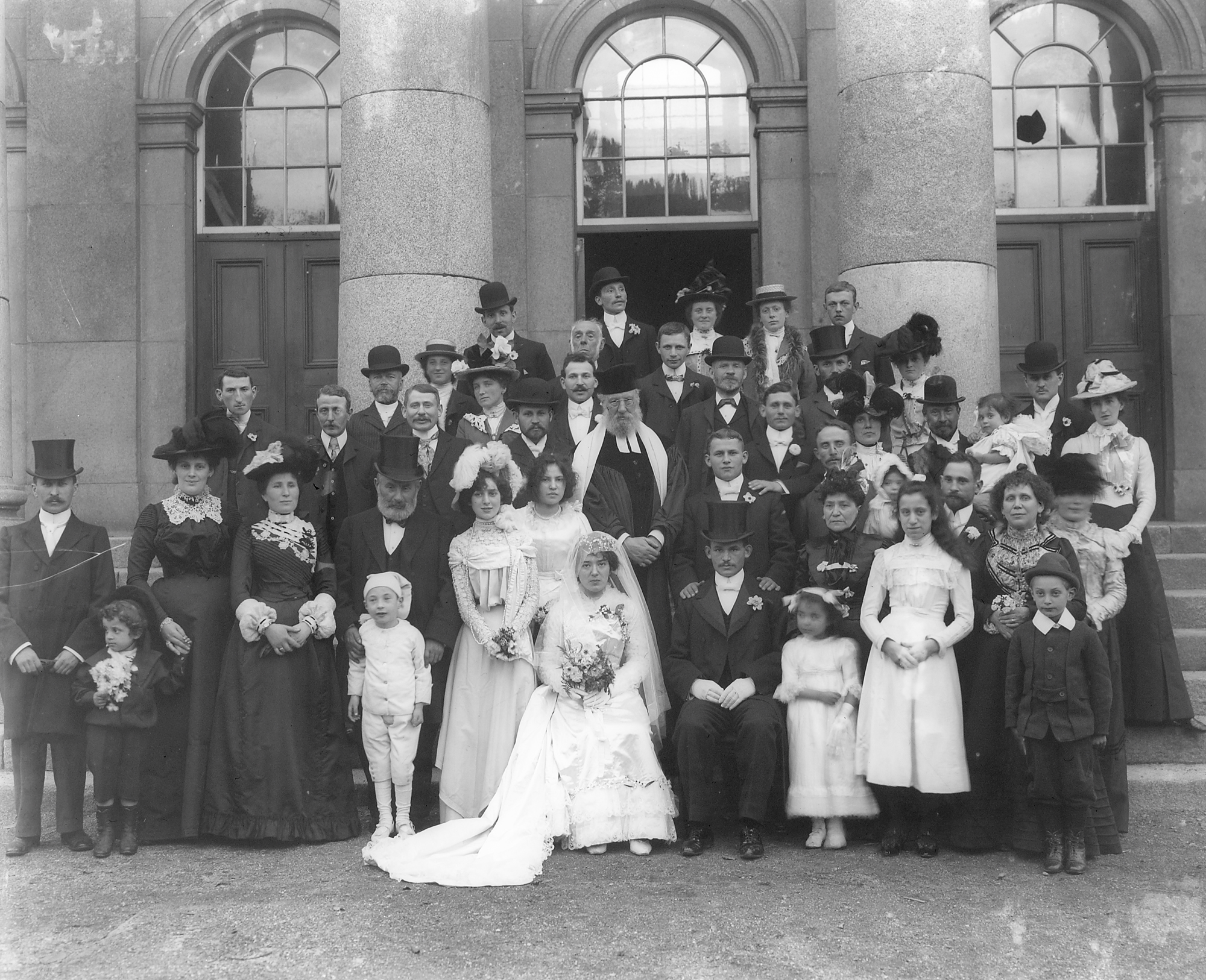
Mariage juif au palais de justice de Waterford (Irlande), (1901)
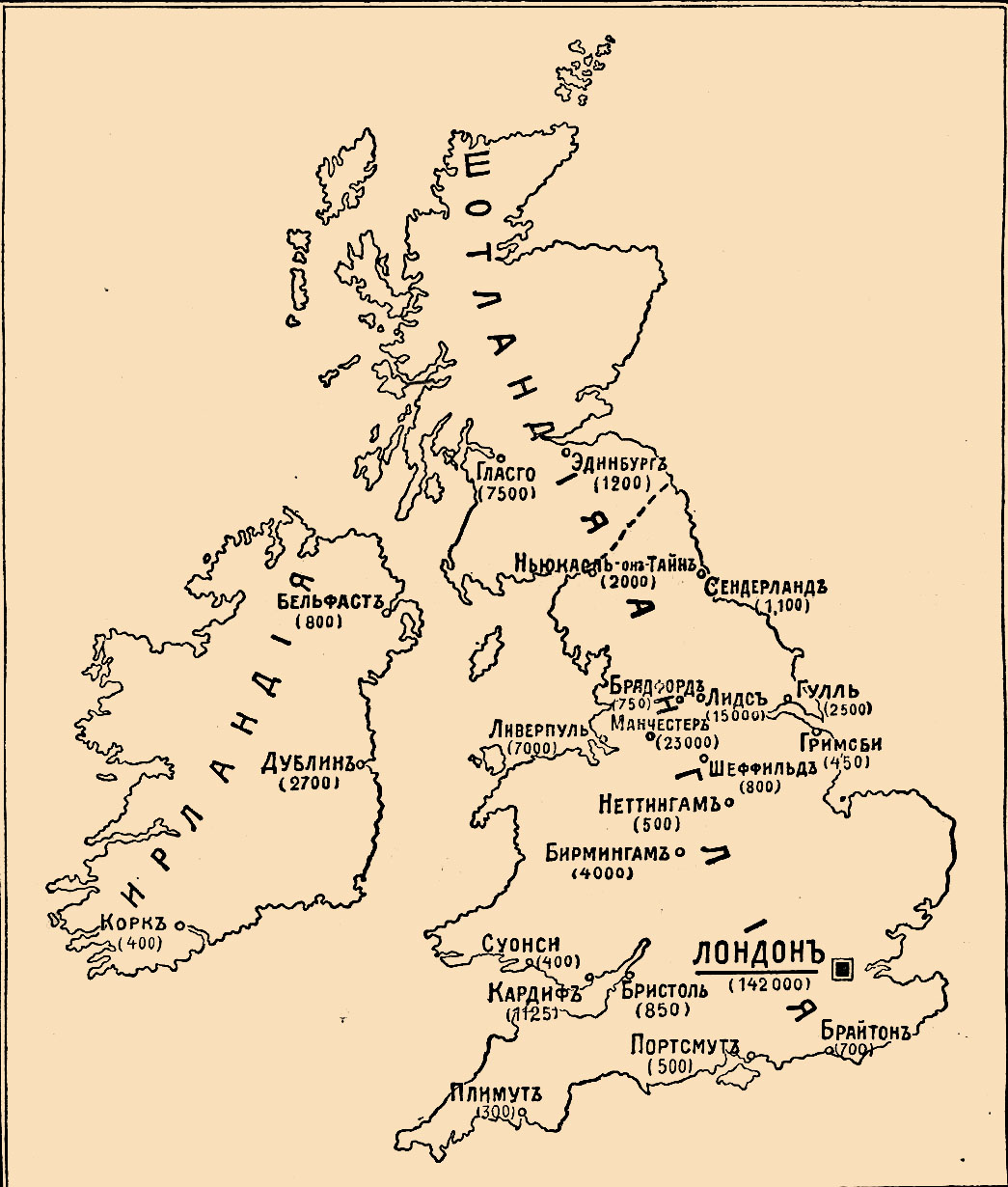
Carte de Grande-Bretagne indiquant les communautés juives en 1908
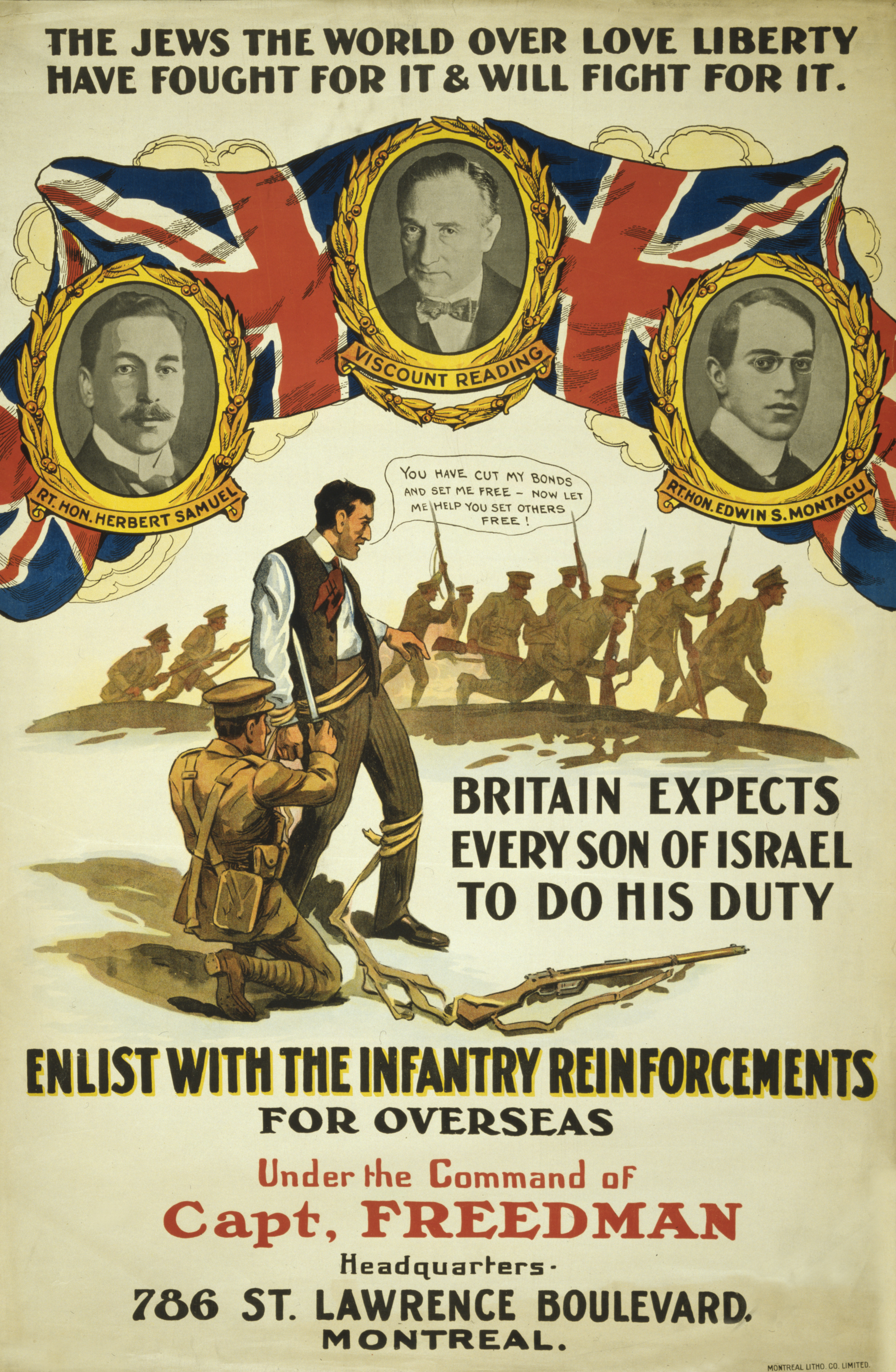
Affiche montrant un soldat coupant les liens d'un homme juif qui va rejoindre un groupe de soldats et dit : « Vous avez coupé mes liens et m'avez libéré. Maintenant, laissez-moi vous aider en libérer d'autres ». Au-dessus, les portraits de Herbert Samuel, Vicomte Reading et Edwin S. Montagu, tous membres juifs du parlement britannique (entre 1914-1918)
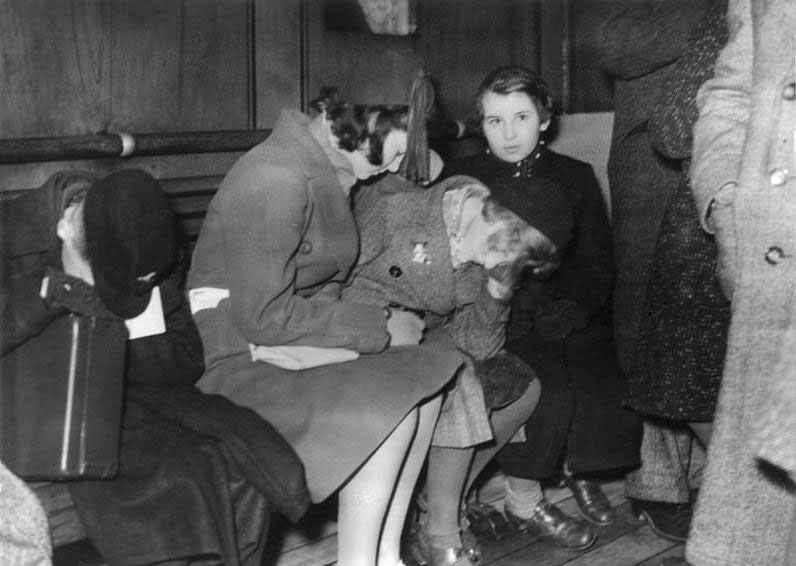
5 000 enfants réfugiés juifs allemands âgés de 12 à 17 ans, venus de Berlin et Hambourg en passant par Hoek van Holland à Harwich (Essex), seront pris en charge par des contributions volontaires (et non des fonds publics), seront abrités par des familles britanniques, recevront un enseignement et apprendront des métiers pour ensuite émigrer vers les possessions britanniques dont la Palestine (décembre 1938)
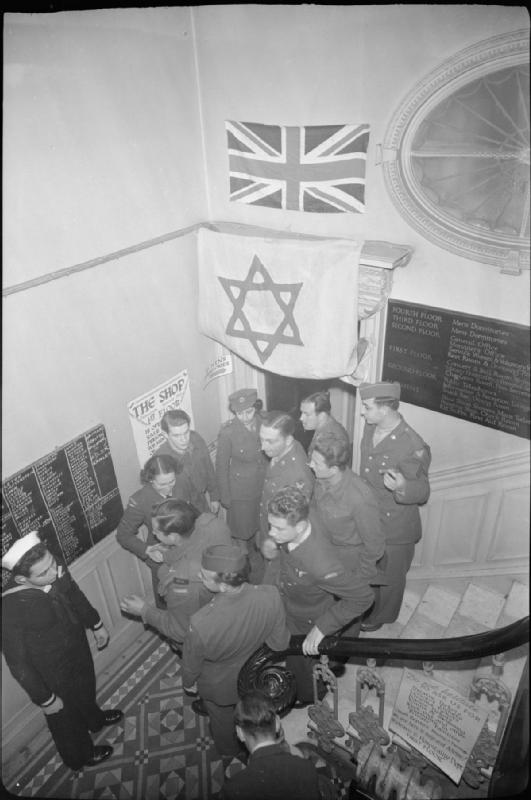
Quelques membres des forces alliées britanniques célébrant le nouvel an juif au Club Balfour à Londres (1943)
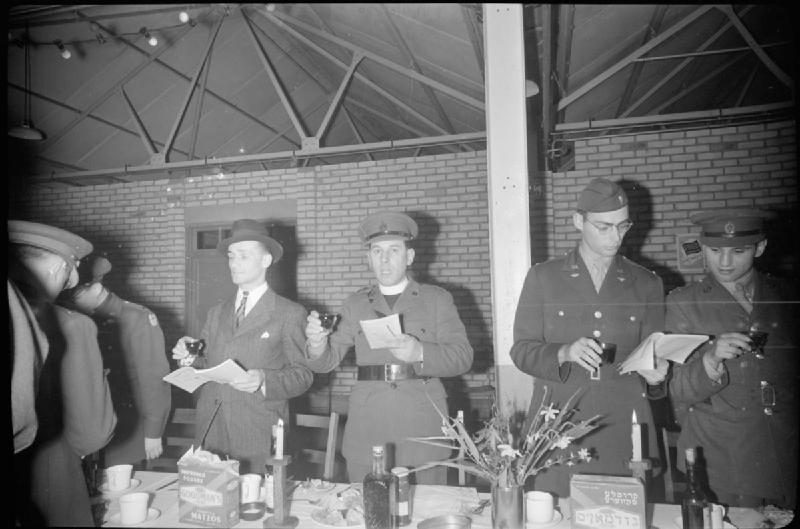
Forces alliées (aumônier au centre) célébrant la Pâque juive en temps de guerre, près de Londres (avril 1944)
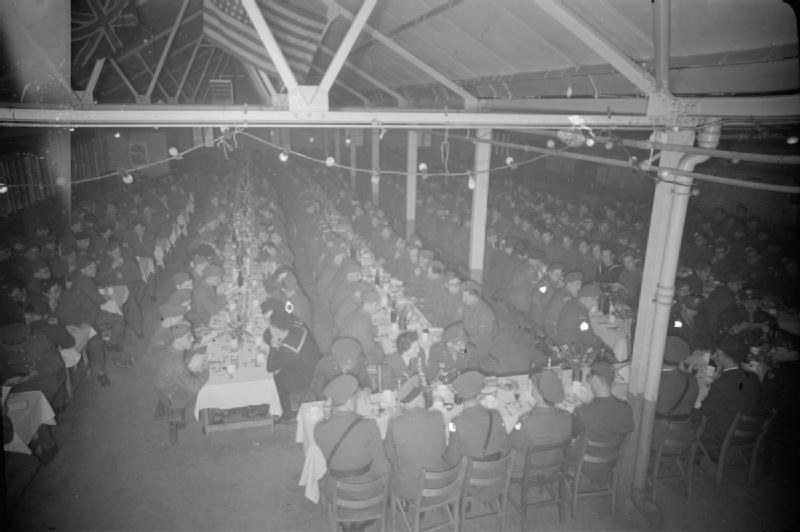
Vue sur l'immense hangar où est célébrée la Pâque juive par les soldats, près de Londres (avril 1944)
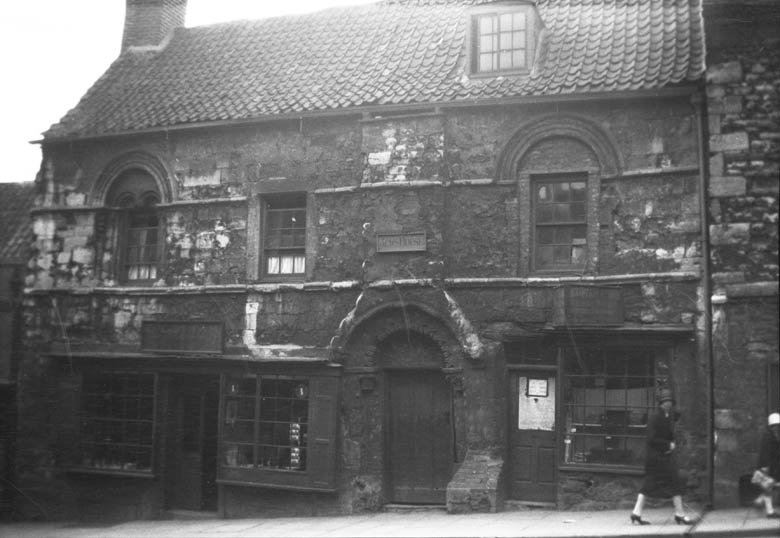
Jew's House à Lincoln précédemment connue comme Aaron the Jew's House (1929)
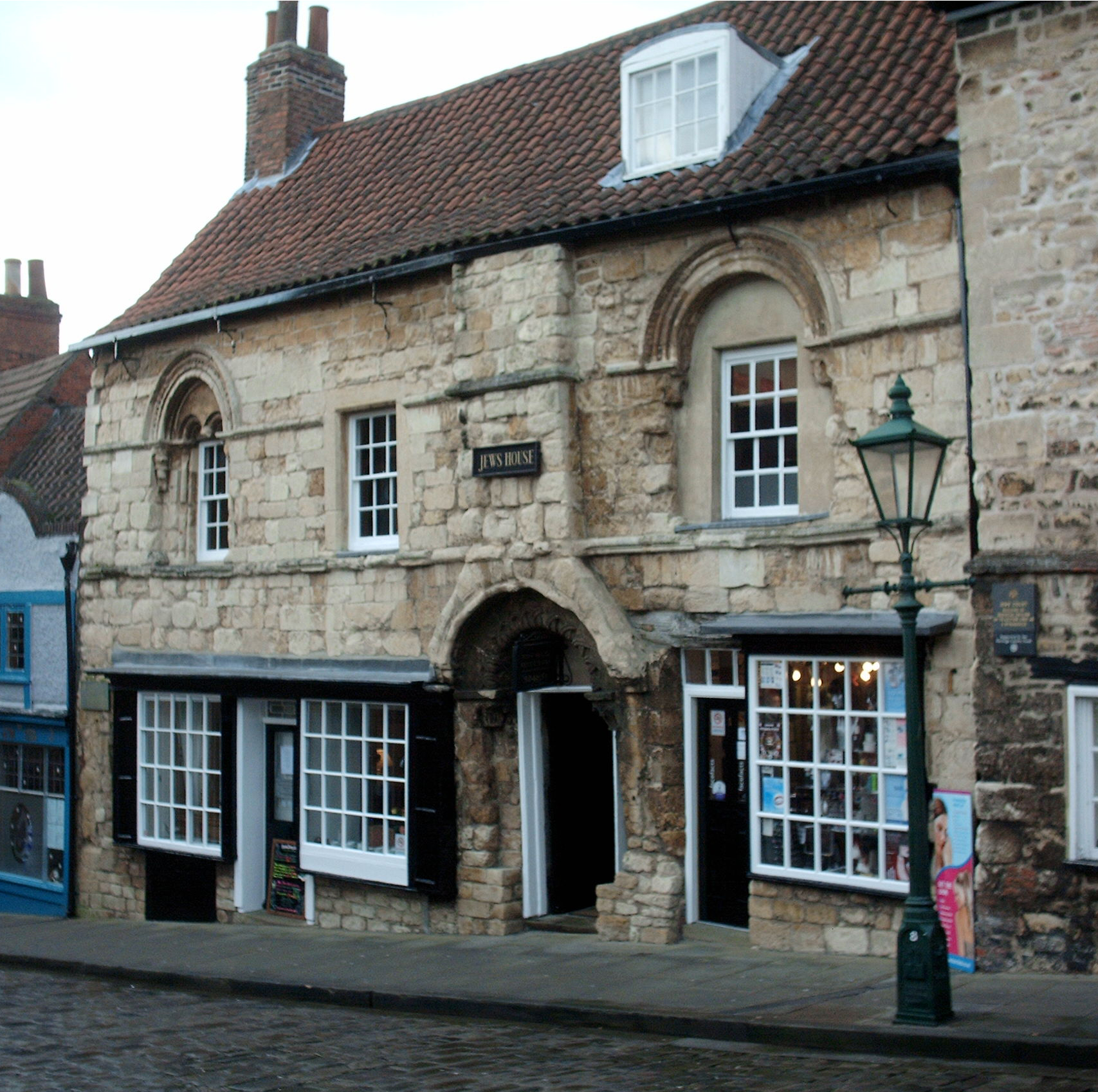
Aaron the Jew's House, de nos jours appelée Norman House

## Démographie

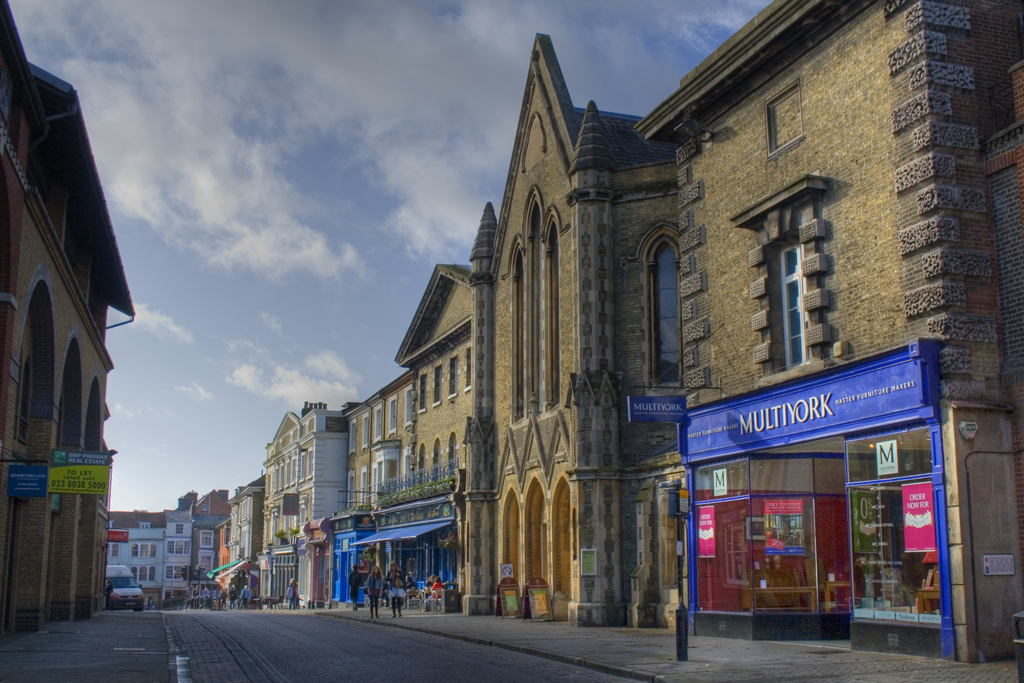
Vue de l'actuelle Jewry Street, rue anciennement juive, appelée au XIIIe siècle Vicus Judeorum, à Winchester.

La population juive au Royaume-Uni est estimée à environ 300 000 personnes en 2014. Environ les deux tiers des Juifs britanniques vivent dans la région de Londres. Les communautés les plus importantes en dehors de Londres sont dans les régions de Manchester (environ 40 000) puis de Leeds, Glasgow, et Brighton.
D'après une étude publiée en 2014, les Juifs du Royaume-Uni s'identifient de la manière suivante :
- Traditionaliste (pratique religieuse partielle) : 26 %
- Laïque (peu ou pas intéressé par la religion) : 24 %
- Réformé/Progressiste : 18 %
- Orthodoxe (pratique religieuse stricte, mais immersion dans le monde moderne) : 12 %
- Haredim (pratique religieuse stricte, volonté de séparatisme social fort) : 4 %

### Judaïsme ultra-orthodoxe

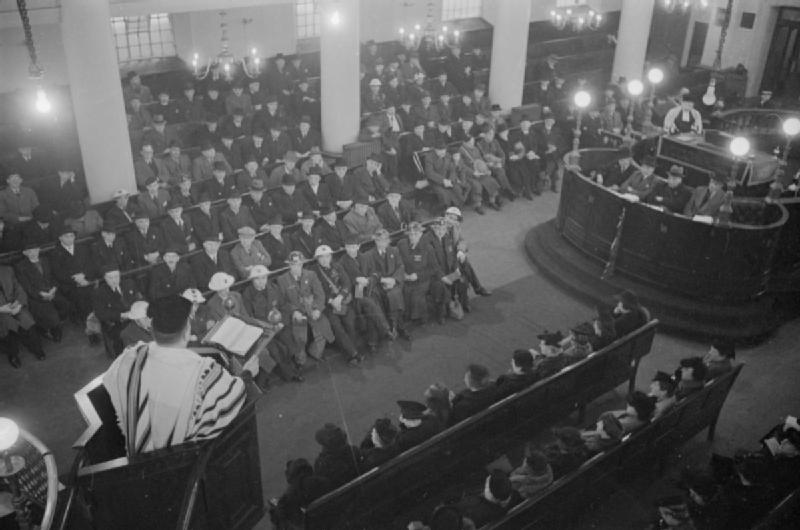
Commémoration pour la mort de Myer Cash tué dans un bombardement, Grande synagogue de South Hackney, Londres, 1941

La communauté juive ultra-orthodoxe du Royaume-Uni est la plus importante d'Europe. D'ici 2050, la majorité des Juifs du Royaume-Uni devrait être ultra-orthodoxe (contre 17 % aujourd'hui). Les Haredim vivent principalement à Stamford Hill, Salford, Barnet et Gateshead.

## Organisation de la communauté
La plupart des personnes qui se définissent comme juives appartiennent à l'un des mouvements suivants :
- le United Synagogue : organisation de Juifs londoniens créée en 1870 et qui rassemble aujourd'hui la plus grande partie de la communauté juive britannique sous l'autorité d'un grand rabbin ;
- le (en)Movement for Reform Judaism (connu jusqu'en juin 2005 en tant que "Reform Synagogues of Great Britain") et le regroupement indépendant (en)Liberal Judaism ;
- le rassemblement des synagogues massorti.

Plusieurs organisations privées ont été fondées pour soutenir la communauté juive britannique :

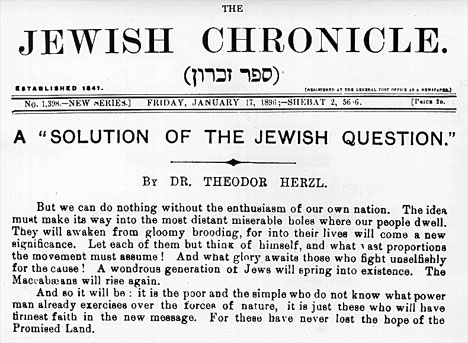
The Jewish Chronicle du 17 janvier 1896

- The Jewish Chronicle du 17 janvier 1896le (en)Board of Deputies of British Jews, fondé en 1760, contient des membres de chaque synagogue du Royaume-Uni ;
- le (en)Jewish Leadership Council rassemble les leaders de chaque organisation de la vie communautaire, ainsi que des personnalités importantes de la communauté juive ;
- le (en)Community Security Trust existe depuis les années 1930 pour lutter contre les menaces sur la sécurité de la communauté juive[22]. Il propose des formations de sécurité et tient un registre des incidents antisémites au Royaume-Uni ;
- la (en)Union of Jewish Students apporte son aide aux étudiants juifs dans les universités.

Le (en)Limmud est une session de conférences annuelles organisées par la communauté juive britannique et rassemblant des intervenants internationaux.
Le Jewish Chronicle est le plus ancien journal juif du monde encore édité, paru régulièrement depuis 1841.